# Plagiothecium subpinnatum
Plagiothecium subpinnatum là một loài rêu trong họ Plagiotheciaceae. Loài này được E.S. Salmon mô tả khoa học đầu tiên năm 1900.